# Edvard Arhusiander
Anders Edvard Magnus Arhusiander, född 27 maj 1879 i Köping, död 16 november 1957 i Kungälv, var en svensk kommunalborgmästare.
Arhusiander, som var son till kontraktsprost Anders Arhusiander och Emmy Björling, avlade studentexamen 1897, juridisk-filosofisk examen 1898 och kronolänsmansexamen 1908. Han blev stadsfiskal och stadskamrer i Kungälvs stad 1908 och var kommunalborgmästare där från 1938 till pensioneringen. Han var ordförande i stadens barnavårds-, nykterhets-, pensions- och taxeringsnämnder. Han var sekreterare hos stadsfullmäktige och i fattigvårdsstyrelsen. Han tjänstgjorde som sjömanshusombudsman och var ordförande i lokalstyrelsen för Göteborgs Handelsbanks avdelningskontor i Kungälv.